# Karbow-Vietlübbe

Ligging van de voormalige gemeente Karbow-Vietlübbe in de Landkreis Ludwigslust-Parchim

Karbow-Vietlübbe was een Duitse gemeente in Mecklenburg-Voor-Pommeren. De gemeente werd door het Amt Eldenburg Lübz bestuurd en ging door een fusie met Wahlstorf op in de nieuwe gemeente Gehlsbach. De gemeente had een oppervlakte van 20,66 km² en telde 342 inwoners (stand 31 dec. 2012).

## Geschiedenis
De gemeente ontstond op 1 januari 1968 door de fusie van de toenmalige zelfstandige gemeenten Hof Karbow, Karbow en Vietlübbe. Op 1 december 2014 fuseerde de gemeente met Wahlstorf tot Gehlsbach.

## Indeling gemeente
De gemeente bestond uit de volgende Ortsteile:
- Hof Karbow, sinds 1-1-1968
- Karbow, sinds 1-1-1968
- Vietlübbe, sinds 1-1-1968

## Geboren
- Johann von Leers (1902-1965), nationaalsocialistisch publicist en professor